# El Altar
El Altar, o Capak Urcu, è un vulcano estinto dell'Ecuador situato nella Cordigliera Orientale delle Ande, 20 km ad est di Riobamba. Si trova all'interno del Parco nazionale di Sangay, nella provincia di Chimborazo. 
Il vulcano deve il suo nome alle forme dei suoi numerosi picchi, che assomigliano ad un altare di una chiesa coloniale.
È composto principalmente di basalto che colora i numerosi laghi presenti nel vulcano. La caldera del vulcano, ricca di grotte, riceve un piccolo flusso d'acqua d laghi presenti. Si stima che l'ultima eruzione ebbe luogo nel 1490.
Gli spagnoli, chi diedero il nome al vulcano, nominarono il picco settentrionale Canónigo, quello orientale Tabernáculo e il meridionale Vescovo. Gli Incas chiamarono questo vulcano Capac Urcu, che significa montagna onnipotente o colle maestoso.

## Trekking ed escursionismo
La valle del Collanes è generalmente il punto di partenza per le escursioni e uno dei principali luoghi visitati, dal quale si può osservare il paesaggio e le cime innevate. Non è richiesto un alto livello tecnico ed un eccessivo sforzo per effettuare simili escursioni .
Viene visitato specialmente per la presenza di diverse lagune come le Amarilla, Quindecocha, Stellata, Verde, Blu, Mandur, Pintada, ed altre che si trovano ai piedi del vulcano. A causa della cima semidesertica e del terreno circostante, la scalata alla vetta è una delle più impegnative tra le montagne ecuadoriane.